# Henri Langlois
Henri Langlois (* 13. November 1914 in Smyrna, heute İzmir; † 13. Januar 1977 in Paris) war ein bedeutender Filmarchivar und der Gründer und langjährige Leiter der Cinémathèque Française.

## Leben und Werk
Henri Langlois wurde als Sohn eines französischen Journalisten im Osmanischen Reich geboren, besuchte in seiner Jugend das Lycée Condorcet in Paris und schlug – ohne die Schule mit dem Baccalauréat beendet zu haben – anschließend eine Laufbahn als Journalist ein. Bereits in seiner Jugend hatte er sich für die Filmkunst interessiert. Diese Begeisterung drückte sich zunächst darin aus, seltene Kopien – insbesondere von Filmen mit Charles Chaplin und von Fritz Lang – zu sammeln. Nachdem er den Cercle du cinèma ins Leben gerufen hatte, gründete er zusammen mit Georges Franju und Jean Mitry im Jahr 1935 die in Paris angesiedelte Cinémathèque Française, ein Filmarchiv, -museum und -theater. Unter der Leitung von Langlois und mit der finanziellen Unterstützung durch Paul-Auguste Harlé begann diese Einrichtung, alles zu sammeln, zu erhalten und auszustellen, was mit Film und Kino in Verbindung stand. Neben Filmkopien gehörten dazu Kameras, Projektoren, Plakate, Bücher, Requisiten sowie andere Dinge von filmhistorischer Bedeutung. Langlois und seine Mitarbeiter beschafften dafür Filmkopien u. a. auf Flohmärkten; teilweise konnten sie Filmmaterial davor retten, zu Nagellack oder Schuhwichse verarbeitet zu werden bzw. im Fall von Silbernitratkopien zur Gewinnung von Silber zu dienen.
Unter seiner Führung war die Arbeit der Cinémathèque stark durch Langlois' „freihändigen“ Stil geprägt. Bestandsverzeichnisse, die professionellen Maßstäben genügt hätten, gab es für lange Zeit nicht, weil Langlois alles im Kopf hatte. Außerdem wurde nicht immer Wert auf eine sachgemäße Lagerung gelegt. Und zwar auch mit der Konsequenz, dass eine Reihe von Filmkopien verrotteten bzw. einem Brand zum Opfer fielen. Unkonventionell war auch die Führungsstruktur: Langlois ließ sich von niemandem in die Karten schauen: Er hatte seine Ehefrau Mary Meerson, Lotte Eisner und Marie Epstein, Schwester des Regisseurs Jean Epstein, als einen inneren Zirkel um sich geschart.
Der zunehmenden Bedeutung der Cinémathèque als „Gedächtnis des Kinos“ schadeten diese Verhältnisse aber nicht. Während der Besetzung Frankreichs durch die deutschen Truppen im Zweiten Weltkrieg konnten zum Beispiel zahlreiche Filme vor dem Zugriff der Besatzer gerettet werden. Von den Beständen alter Filme ging darüber hinaus eine enorme Wirkung auf die Arbeit der Regisseure der Nouvelle Vague (unter anderem François Truffaut, Jean-Luc Godard, Claude Chabrol und Alain Resnais) aus. Einige von ihnen wurden deshalb als les enfants de la cinémathèque ‚Kinder der Cinémathèque‘ bezeichnet.
Langlois' eigenwilligen Führungsstil nahm der damalige Kulturminister, der Schriftsteller André Malraux, im Jahr 1968 zum Anlass, die staatlichen Subventionen für die Cinémathèque zu streichen. Das Ziel dieser Aktion, nämlich die Entlassung Langlois', konnte Malraux damit allerdings nicht erreichen. Zwar wurde die Cinémathèque für einige Zeit geschlossen. Unter maßgeblicher Beteiligung von Alain Resnais, Francois Truffaut, Jean-Pierre Léaud, Claude Jade, Jean-Luc Godard und anderer Größen des Kinos kam es zu massiven Protesten und sogar zu einer kurzzeitigen Unterbrechung der Filmfestspiele von Cannes. Malraux musste daraufhin schließlich einlenken. Diese so genannte „Langlois-Affäre“ ist später in mehreren Spielfilmen verewigt worden, so im Vorspann von Truffauts Geraubte Küsse und in Bertoluccis Die Träumer.
Über Langlois' Lebenswerk gibt der im Jahr 1970 gedrehte Dokumentarfilm Henri Langlois Auskunft. In Interviews äußern sich darin u. a. Ingrid Bergman, Lillian Gish, François Truffaut, Catherine Deneuve und Jeanne Moreau. Für sein Lebenswerk erhielt Langlois im Jahr 1974 einen Ehrenoscar.
Henri Langlois starb am 13. Januar 1977 an Herzversagen und wurde auf dem Pariser Friedhof Montparnasse beigesetzt. Postum wurde er im gleichen Jahr mit dem Ehrenpreis des César ausgezeichnet.